# La Châtaigneraie (tổng)
Tổng La Châtaigneraie là một tổng, nằm ở tỉnh la Vendée trong vùng Pays de la Loire.

## Các xã
Tổng La Châtaigneraie bao gồm các xã sau:
- La Châtaigneraie (thủ phủ): 2 663 người (2004)
- Antigny: 1 127 người (1999)
- Bazoges-en-Pareds: 1 053 người (1999)
- Breuil-Barret: 671 người (2004)
- Cezais: 267 người (1999)
- La Chapelle-aux-Lys: 250 người (2004)
- Cheffois: 888 người (2005)
- Loge-Fougereuse: 370 người (1999)
- Marillet: 118 người (2005)
- Menomblet: 652 người (1999)
- Mouilleron-en-Pareds: 1 236 người (2005)
- Saint-Germain-l'Aiguiller: 309 người (1999)
- Saint-Hilaire-de-Voust: 638 người (1999)
- Saint-Maurice-des-Noues: 572 người (1999)
- Saint-Maurice-le-Girard: 579 người (2004)
- Saint-Pierre-du-Chemin: 1 404 người (1999)
- Saint-Sulpice-en-Pareds: 381 người (1999)
- La Tardière: 1 189 người (2004)
- Thouarsais-Bouildroux: 670 người (2004)
- Vouvant: 867 người (1999)